# Jokk
För andra betydelser, se Jock.

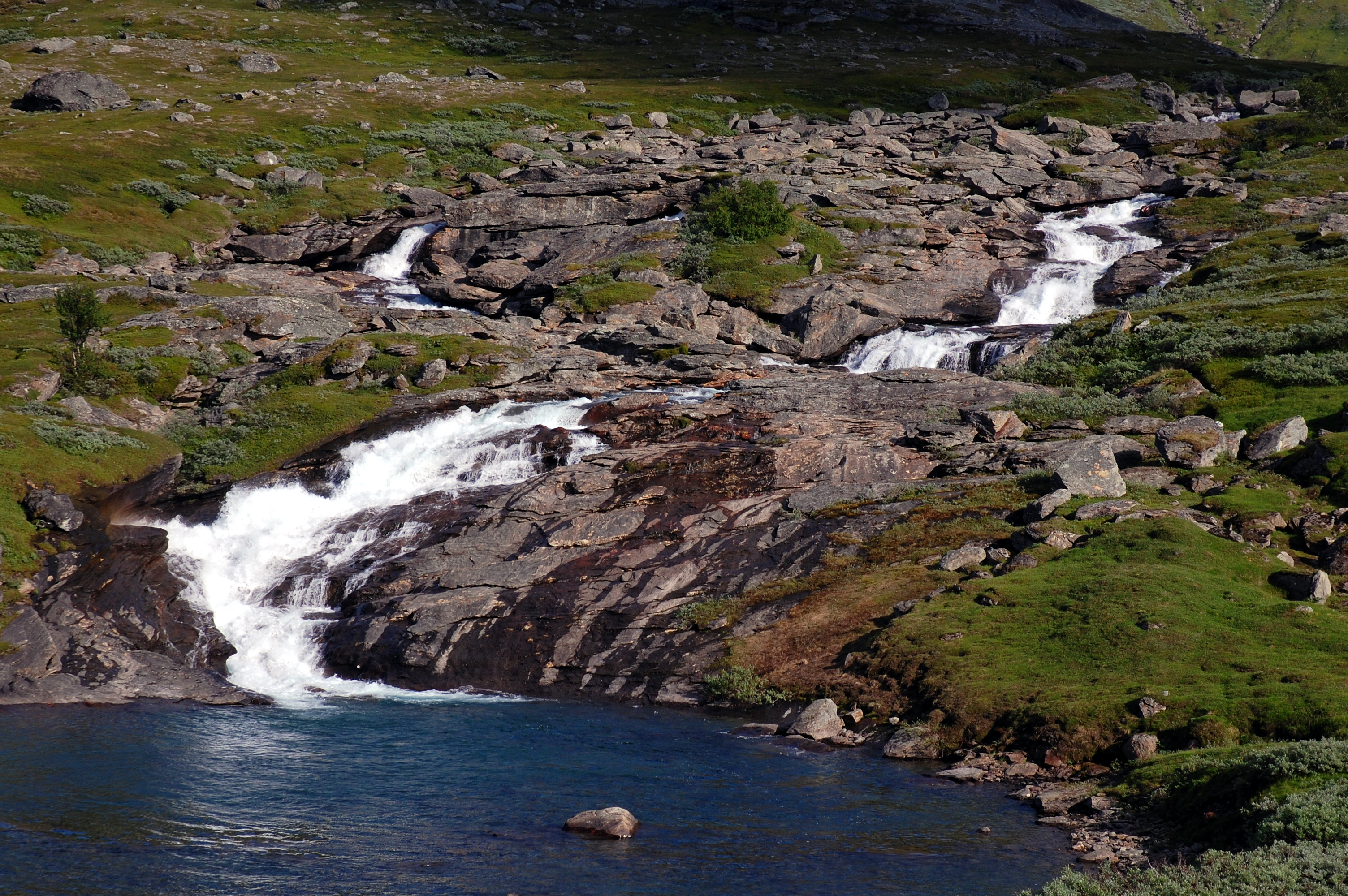
Viejejåkhå i Padjelanta

Jokk är ett vattendrag i fjällen, i storlek närmast motsvarande en bäck eller å. Ordet är ett samiskt lånord (nordsamiska: johka, lulesamiska/pitesamiska: jåhkå). Vattendrag större än en jokk kallas i regel "älv".